# Verena Madner

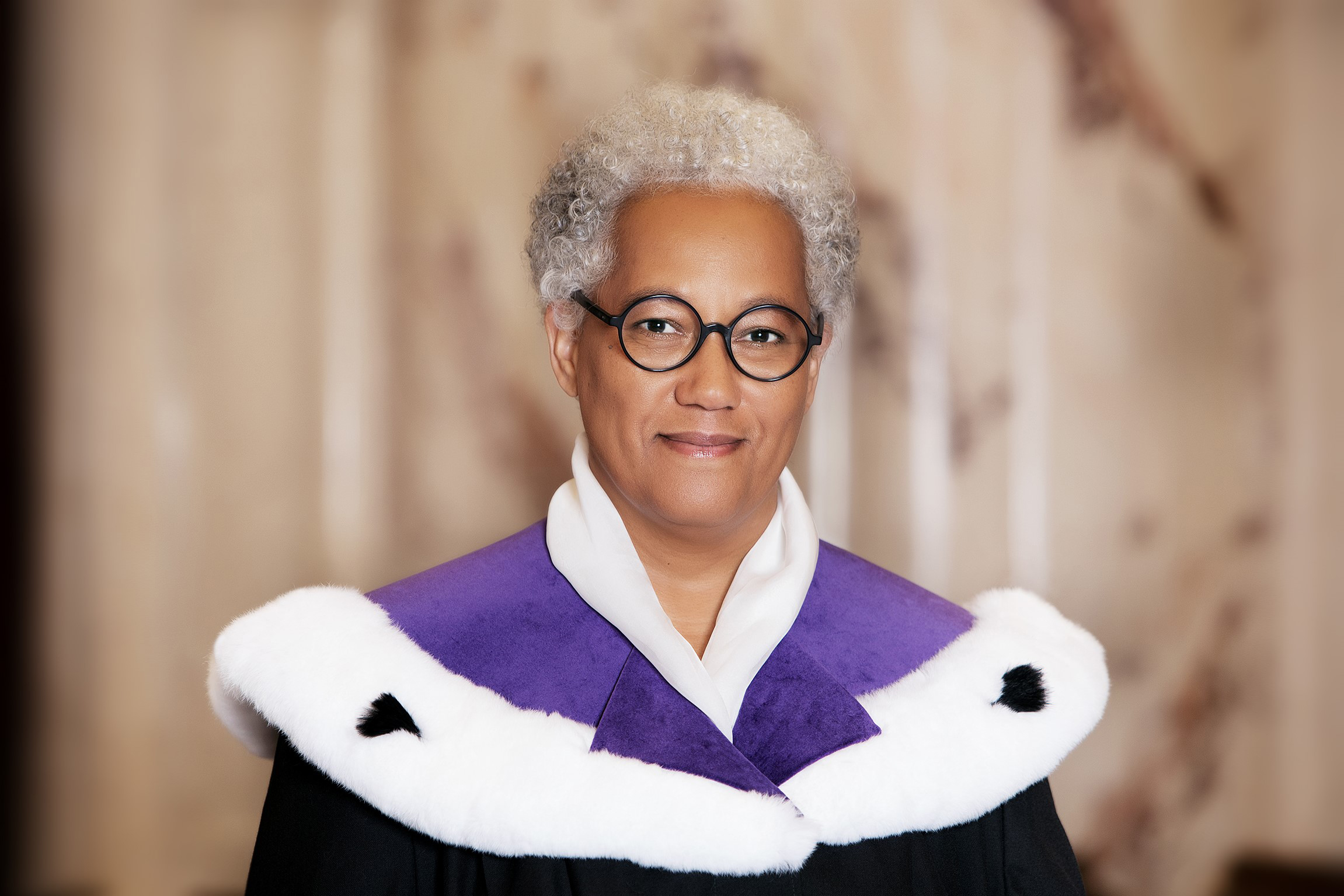
Verena Madner (2020)

Verena Madner (* 12. Mai 1965 in Linz) ist eine österreichische Rechtswissenschaftlerin, Universitätsprofessorin und Verfassungsrichterin. Sie ist seit 2011 Professorin für Öffentliches Recht am Department für Sozioökonomie der Wirtschaftsuniversität Wien und seit 2020 Vizepräsidentin des österreichischen Verfassungsgerichtshofs.

## Ausbildung
Verena Madner wurde 1965 als Tochter einer Salzburger Lehrerin und eines aus Benin stammenden Richters in der oberösterreichischen Landeshauptstadt Linz geboren. Sie besuchte das Akademische Gymnasium Salzburg, wo sie im Jahr 1983 mit Auszeichnung maturierte. Im Anschluss daran begann sie 1983 ein Studium am Institut für Übersetzen und Dolmetschen an der Universität Wien. Parallel dazu nahm Verena Madner 1984 auch das Studium der Rechtswissenschaften an der Rechtswissenschaftlichen Fakultät der Universität Wien auf. Im November 1989 wurde sie ebendort zur Magistra der Rechtswissenschaften (Mag. iur.) spondiert.
Nachdem Madner 1989 das Doktoratsstudium der Rechtswissenschaften an der Universität Wien begonnen hatte, trat sie im Oktober 1990 ihre erste Anstellung als halbbeschäftigte Vertragsassistentin am Institut für Verfassungs- und Verwaltungsrecht der Wirtschaftsuniversität Wien an, wo sie im März 1991 Universitätsassistentin wurde. Im Oktober 1994 schloss Verena Madner das Doktoratsstudium mit einer Dissertation zum Thema Die Genehmigung von besonderen Abfallbehandlungsanlagen. Ein Beitrag zur Auslegung der Bestimmungen über die Genehmigung von Abfallbehandlungsanlagen im Sinne von § 29 Abfallwirtschaftsgesetz unter Berücksichtigung des Bundesgesetzes über die Prüfung der Umweltverträglichkeit und die Bürgerbeteiligung und der Promotion zur Doktorin der Rechtswissenschaften (Dr. iur.) ab.

## Beruflicher Werdegang
Während ihrer Tätigkeit als Universitätsassistentin an der Wirtschaftsuniversität wurde Verena Madner von März 1996 bis März 1997 Rechtsexpertin in der Abteilung für Europäisches Recht im Völkerrechtsbüro des Bundesministeriums für europäische und internationale Angelegenheiten. Im Juni 2000 wurde sie zum Mitglied des Unabhängigen Umweltsenats, einer Kollegialbehörde mit richterlichem Einschlag, die für den verwaltungsrechtlichen Instanzenzug bei Umweltverträglichkeitsprüfungsverfahren für Großprojekte zuständig war. Im August desselben Jahres erfolgte ihre Ernennung zur Assistenzprofessorin am Institut für Österreichisches und Europäisches Öffentliches Recht der Wirtschaftsuniversität Wien.
Einen Ruf als Professorin an die Technische Universität Dortmund im Jahr 2003 nahm Verena Madner nicht an. Im November 2004 wurde sie zur stellvertretenden Vorsitzenden des Unabhängigen Umweltsenats, im November 2008 schließlich zu dessen Vorsitzender ernannt. An der Wirtschaftsuniversität folgte im Februar 2011 ihre Berufung zur Universitätsprofessorin für Öffentliches Recht und Public Management am Department für Sozioökonomie, gleichzeitig wurde sie auch Co-Leiterin des Forschungsinstituts für Urban Management und Governance. Im Oktober 2015 wurde Verena Madner schließlich zur ordentlichen Universitätsprofessorin für Öffentliches Recht, Umweltrecht sowie Public und Urban Governance am Department für Sozioökonomie der WU ernannt. 2018 übernahm sie die Leitung des Instituts für Recht und Governance an der Wirtschaftsuniversität Wien. Im Jahr 2019 wurde Madner vom Wiener Bürgermeister Michael Ludwig in den neu gegründeten Klimarat der Stadt Wien berufen.
Am 22. April 2020 wurde Verena Madner von der Bundesregierung Kurz II als Vizepräsidentin des österreichischen Verfassungsgerichtshofs nominiert. Mit ihrer Bestellung durch Bundespräsident Alexander Van der Bellen am 24. April 2020 wurde sie die zweite Frau, die auf dieses höchstrichterliche Amt berufen wurde.